# Theillement
Theillement ist eine Ortschaft und eine Commune déléguée in der französischen Gemeinde Thénouville mit 425 Einwohnern (Stand: 1. Januar 2019) im Département Eure in der Region Normandie (vor 2016: Haute-Normandie). Sie gehörte zum Arrondissement Bernay und zum Kanton Bourgtheroulde-Infreville. Die Einwohner werden Theillementais und Theillementaises genannt.
Mit Wirkung vom 1. Januar 2017 wurden die ehemaligen Gemeinden Bosc-Renoult-en-Roumois und Theillement zur Commune nouvelle Thénouville zusammengeschlossen. Der Verwaltungssitz befindet sich im Ort Bosc-Renoult-en-Roumois.

## Lage
Theillement liegt etwa 37 Kilometer südwestlich von Rouen.

## Bevölkerungsentwicklung
| 1962                      | 1968 | 1975 | 1982 | 1990 | 1999 | 2006 | 2013 |
| ------------------------- | ---- | ---- | ---- | ---- | ---- | ---- | ---- |
| 208                       | 200  | 234  | 307  | 316  | 306  | 342  | 408  |
| Quelle: Cassini und INSEE |      |      |      |      |      |      |      |

## Sehenswürdigkeiten
- Kirche Saint-Pierre aus dem 12./13. Jahrhundert, Umbauten aus dem 14. und 18. Jahrhundert
- Schloss Le Val aus dem 16./17. Jahrhundert
- Schloss Roumois aus dem 17./18. Jahrhundert

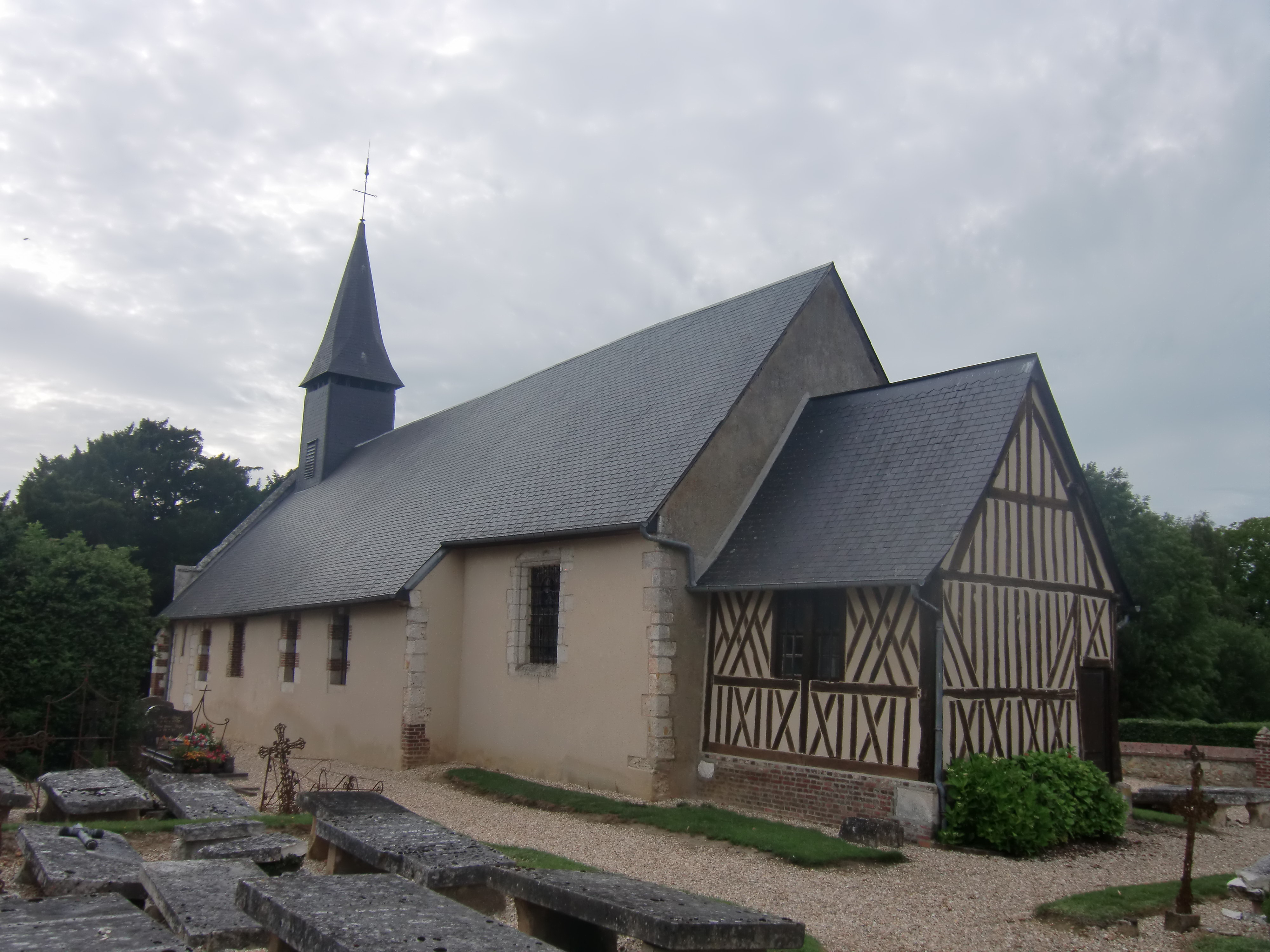
Kirche Saint-Pierre